# The King of Gospel Singers
The King of Gospel Singers — седьмой студийный альбом американского певца Литла Ричарда. Записи были сделаны в 1961 году для Mercury Records под руководством Куинси Джонса. В 1989 году альбома был переиздан на компакт-диске под названием «It’s Real».
После записи альбома и выпуска сингла «He Got What He Wanted» (с «Why Don’t You Change Your Ways» на обр. стороне), Литл Ричард перешёл с Mercury на Atlantic Records для которого записал ещё два госпельных сингла, после чего певец вернулся к жанру рок-н-ролла.

## Список композиций
1. It’s Real
2. Joy, Joy, Joy
3. Do You Care?
4. The Captain Calls for You
5. In Times Like These
6. Do Lord, Remember Me
7. Ride On, King Jesus
8. Peace in the Valley
9. He’s Not Just a Soldier
10. My Desire
11. He’s My Star
12. It Takes Everything to Serve the Lord

## Альбомные синглы
- Joy Joy Joy / He’s Not Just a Soldier (9/1961, Mercury 71884)
- Do You Care / Ride On Jesus (12/1961, Mercury 71911)